# Knud Vad Thomsen
Knud Vad Thomsen (24. marts 1905 i Fredericia – 2. februar 1971 i København) var en dansk komponist, der især er blevet kendt for sine velformede melodier til Til glæden. Hulde engel (1938), Jeg plukker fløjsgræs (1951) og Tørresnoren (1955). Han tog lærereksamen i 1926 og var sangkonsulent ved Frederiksberg Skolevæsen. Medlem af vokalgruppen De 3 fra Radioen og skrev desuden musik til radioens børnetimer.

## Sange
- Aquavitten (1959, Hans Hartvig Seedorff)
- Bissekræmmeren (1947, Nis Petersen)
- Cedric og Beatrice (1951, Jens Louis Petersen)
- De tyve bajere (Poul Sørensen)
- Forår ved Mariager Fjord (Nis Petersen)
- Jeg plukker fløjlsgræs (1951, Sigfred Pedersen)
- Krikken linder det trætte ben (1929, Aage Berntsen)
- Til glæden (Hulde engel) (1938, St. St Blicher)
- Tørresnoren (1955, Sigfred Pedersen)
- Sange i Wikisource